# دیمیتری دونسکی
سنت دیمیتری ایوانویچ دنسکُی(روسی: Дмитрий Донской)(دوازدهم اکتبر ۱۳۵۰ مسکو - ۹ می۱۳۸۹ مسکو) به عنوان شاهزاده بزرگ مسکو از ۱۳۵۹ و دوک بزرگ ولادمیر از ۱۳۶۳ تا پایان زندگی اش حکمرانی می‌کرد. او نخستین شاهزاده مسکو بود که آشکارا رؤسای تاتار در روسیه را به مبارزه طلبید. نام دنسکی او(به معنای «از دُن») به پیروزی بزرگ او بر تاتارها در جنگ کولیکو(۱۳۸۰) اشاره می‌کند.

## پادشاهی آغازین
دیمیتری در سن ۹ سالگی بر تخت دوک نشین مسکو نشست. در هنگام طفولیتش حکومت حقیقتاً توسط السکیس مطروپی روس اداره می‌شد. در ۱۳۶۰ بالاترین رتبه در میان شاهزادهای روسی که دوک بزرگ ولادمیر بود به وسیله یک خان مغول به دیمیتری کنستانتیویچ از «نیژنی نُوگُرُد» واگذار شده بود. در سال ۱۳۶۳ هنگامی که آن شاهزاده عزل شد، سرانجام ایوانویچ در ولادمیر تاج گذاری کرد. او سه سال بعد با دیمیتری کنستانتیویچ صلح کرد و با دخترش إودُخیا ازدواج کرد. در ۱۳۷۶ ارتش متحد آنان ولگای بلغارستان را ویران کرد. مهم‌ترین اتفاق در دوران آغازین پادشاهی او ساختن اولین سنگ بنای کرملین بود که در سال ۱۳۶۷ کامل شد. دژ نو این امکان را به شهر داد تا در دو محاصره الگیرداسهای لتونی در سال‌های ۱۳۶۸ و ۱۳۷۰ ایستادگی کند.
دیمیتری تصمیم گرفت تا نبرد خود را با «توِر» در مکان دلخواه خود انجام دهد. دیگر شاهزادهای شمالی روسیه ریاست او را تصدیق کردند و سربازان خود را در جنگ مشرف به وقوع ضد مغولان شرکت دادند.

## مبارزه با مغولان
حکومت ۳۰ ساله دیمیتری منجر به پایان یافتن سلطه مغولان در مکانی که هم‌اکنون روسیه‌است شد. سپاه مغول به شدت به وسیله جنگ‌های داخلی و رقابت‌های قومی ضعیف شد. دیمیتری از این موقعیت به سود خود استفاده کرد و رهبر مغول را آشکارا به مبارزه طلبید.
اگرچه او امتیاز مقام خان را برای جمع‌آوری مالیات از تمام روسیه نگه داشته بود اما به دلیل رهبری اولین سپاه پیروز روسی بر مغولان شهرت دارد. «مامای» افسر مفول و مدعی تخت در ۱۳۷۸ ارتشی را برای تنبیه او به خاطر تلاشش برای گسترش قدرت فرستاد که به وسیله دیمیتری دفع شد. دو سال بعد «مامای» شخصآ رهبری نیروی بزرگی را ضد مسکو به عهده گرفت که دیمیتری این سپاه را در جنگ کولیکُوُ شکست داد.
«مامای» شکست خورده خیلی زودی به وسیله حریف ژنرالش تُختامیش عزل شد، آن خان ادعای دوباره قوانین مغول بر سرزمین‌های روسیه را کرد و برای پایداری دیمیتری در مقابل «مامای» به مسکو تاخ و تاز کرد. دیمیتری وفاداری خود را تُختامیش و سپاه مغول متعهد شد و دوباره به مقام اولیه مأمور جمع‌کننده مالیات مغولو دوک بزرگ ولادمیر رسید.
دیمیتری تاهنگام مرگش در سال ۱۳۸۹ اولین دوک بزرگی بود که تمام تمام عناوینش را به غیر از خان به پسرش واسیلی واگذار کرد.